# ميكل شوارزمان
ميكل شوارزمان (بالألمانية: Michael Schwarzmann)‏ (و. 1991  م) هو راكب دراجة هوائية، من ألمانيا، ولد في كمبتن ايم آلتغاو.

## سباقات أو مراحل فاز بها
| التاريخ        | السباق                            | المركز                      |
| -------------- | --------------------------------- | --------------------------- |
| 11 فبراير 2018 | طواف ألميريا 2018                 | المرتبة 12 في التصنيف العام |
| 13 يونيو 2019  | غروسر برايس ديس كانتونس أرجو 2019 | الرابع في التصنيف العام     |
| 29 أغسطس 2020  | دريفينكويرز أوفيريجز 2020         | العاشر في التصنيف العام     |
| 09 مايو 2021   | فولتا الغارف 2021                 | الثالث في تصنيف الجبال      |

## روابط خارجية
- ميكل شوارزمان على موقع الاتحاد الدولي للدراجات (الإنجليزية)
- ميكل شوارزمان على موقع أرشيف الدراجات (الإنجليزية)
- ميكل شوارزمان على موقع إحصائيات الدراجات الإحترافية (الإنجليزية)
- ميكل شوارزمان على موقع نسبة الدراجات (الإنجليزية)
- ميكل شوارزمان على موقع CycleBase (الإنجليزية)